# Извору (Бузау)
Извору (рум. Izvoru) насеље је у Румунији у округу Бузау у општини Козиени. Oпштина се налази на надморској висини од 310 m.

## Становништво
Према подацима из 2011. године у насељу је живело 117 становника.